# Список денних метеликів Домініки
Цей список є списком видів денних метеликів, спостережених на території Домініки. На Домініці зареєстровано 55 видів з 5 родин, з них два види є ендеміками острова, а ще 7 — ендеміки Малих Антильських островів.

## Головчаки(Hesperiidae)

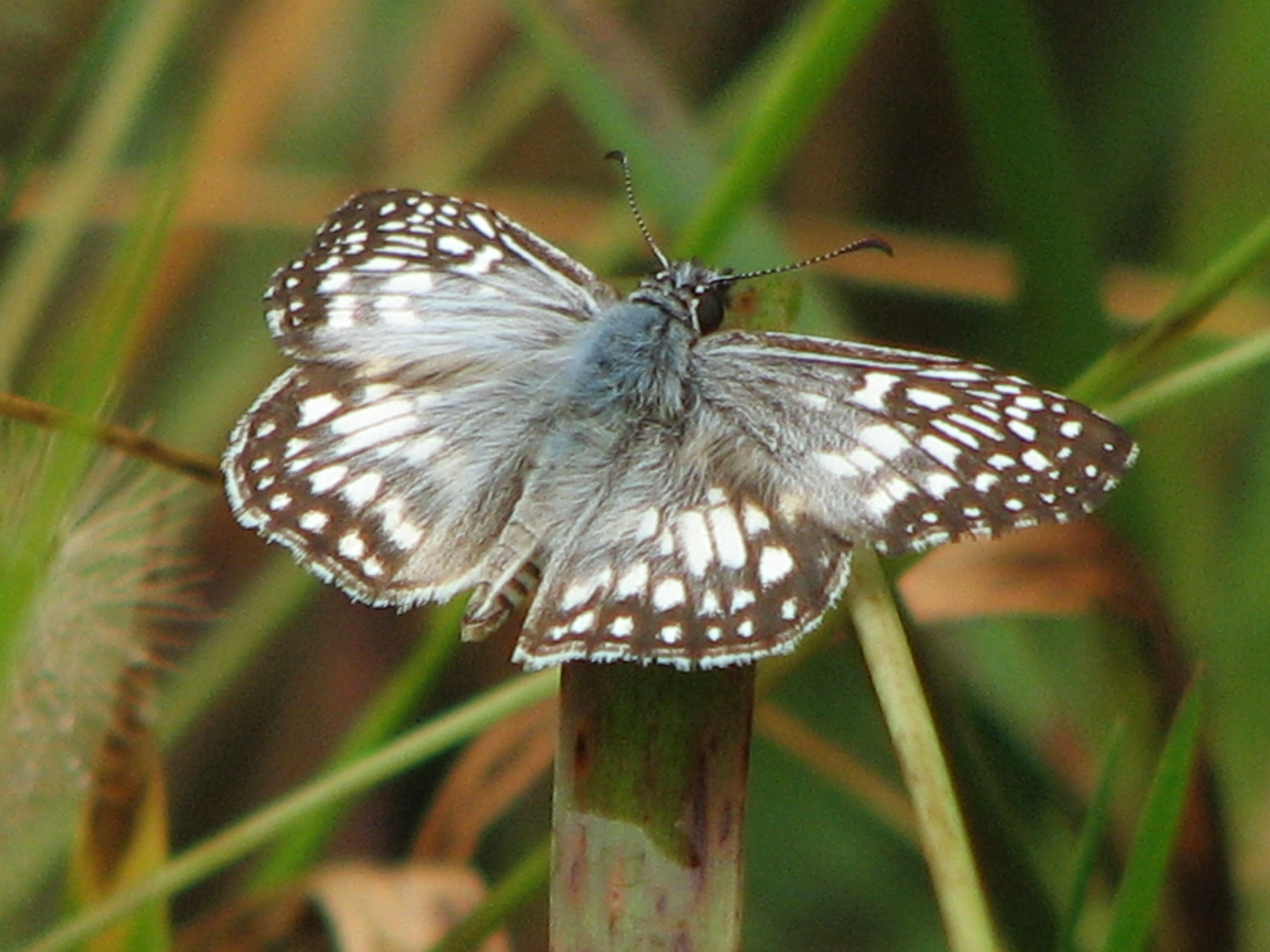
Pyrgus oileus

### ПідродинаPyrginae
- Achlyodes mithridates
- Epargyreus zestos
- Ephyriades arcas
- Ephyriades brunnea

### ПідродинаEudaminae
- Astraptes anaphus
- Polygonus leo
- Polygonus manueli
- Proteides mercurius
- Urbanus obscurus (ендемік Малих Антильських островів)
- Urbanus proteus

### ПідродинаHesperiinae
- Calpodes ethlius
- Hylephila phyleus
- Nyctelius nyctelius
- Panoquina sylvicola
- Polites dictynna (ендемік Малих Антильських островів)
- Pyrgus oileus
- Wallengrenia ophites (ендемік Малих Антильських островів)

## Синявцеві(Lycaenidae)

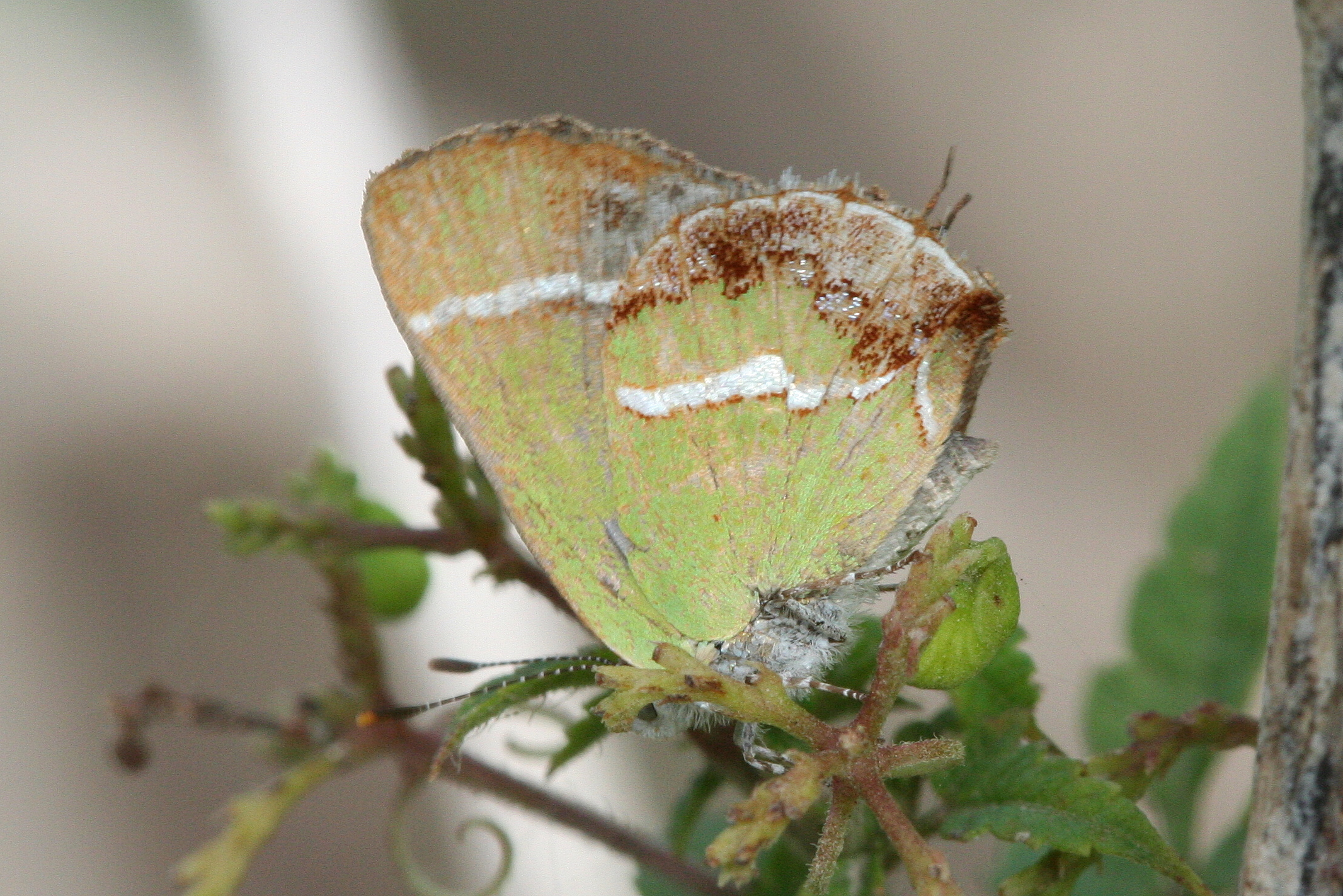
Chlorostrymon simaethis

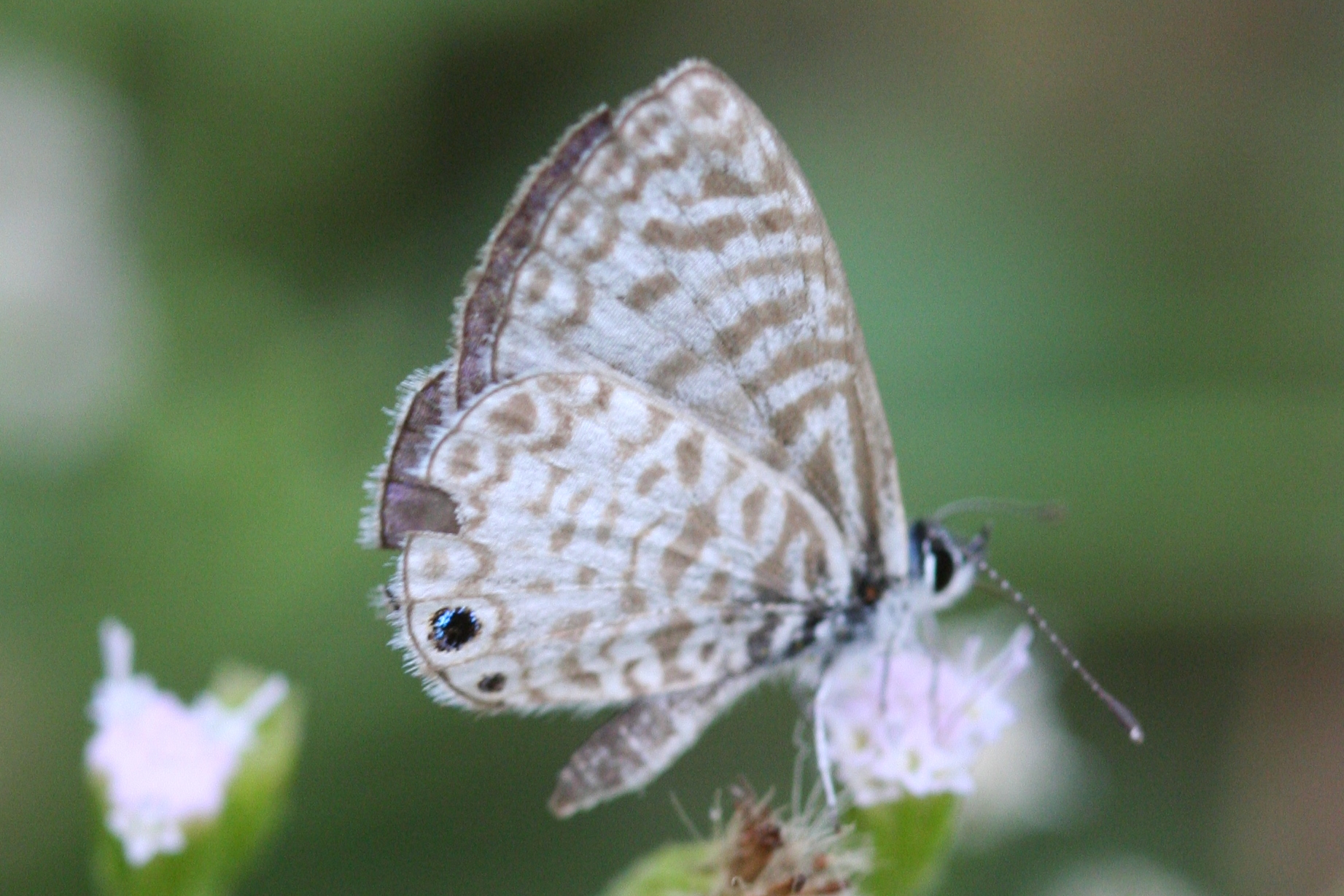
Leptotes cassius

### ПідродинаХвостюшки(Theclinae)
- Allosmaitia coelebs
- Allosmaitia piplea (ендемік Малих Антильських островів)
- Chlorostrymon maesites
- Chlorostrymon simaethis
- Electrostrymon angerona (ендемік Малих Антильських островів)
- Electrostrymon dominicana (ендемік Домініки)
- Strymon acis
- Strymon bubastus
- Strymon columella

### ПідродинаPolyommatinae
- Hemiargus hanno
- Leptotes cassius

## Сонцевики(Nymphalidae)

### ПідродинаНосачки(Libytheinae)
- Libytheana fulvescens (ендемік Домініки)

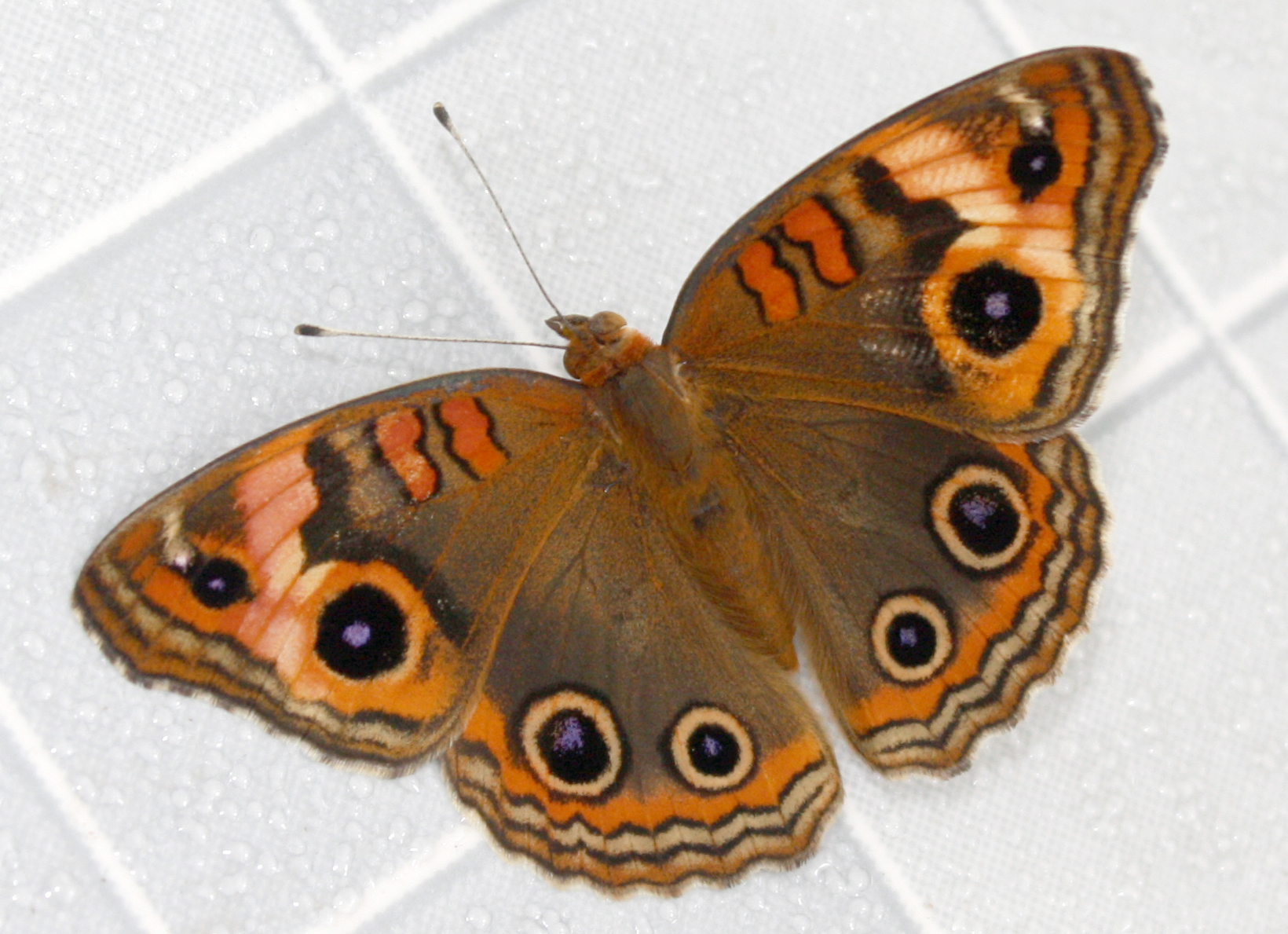
Junonia evarete

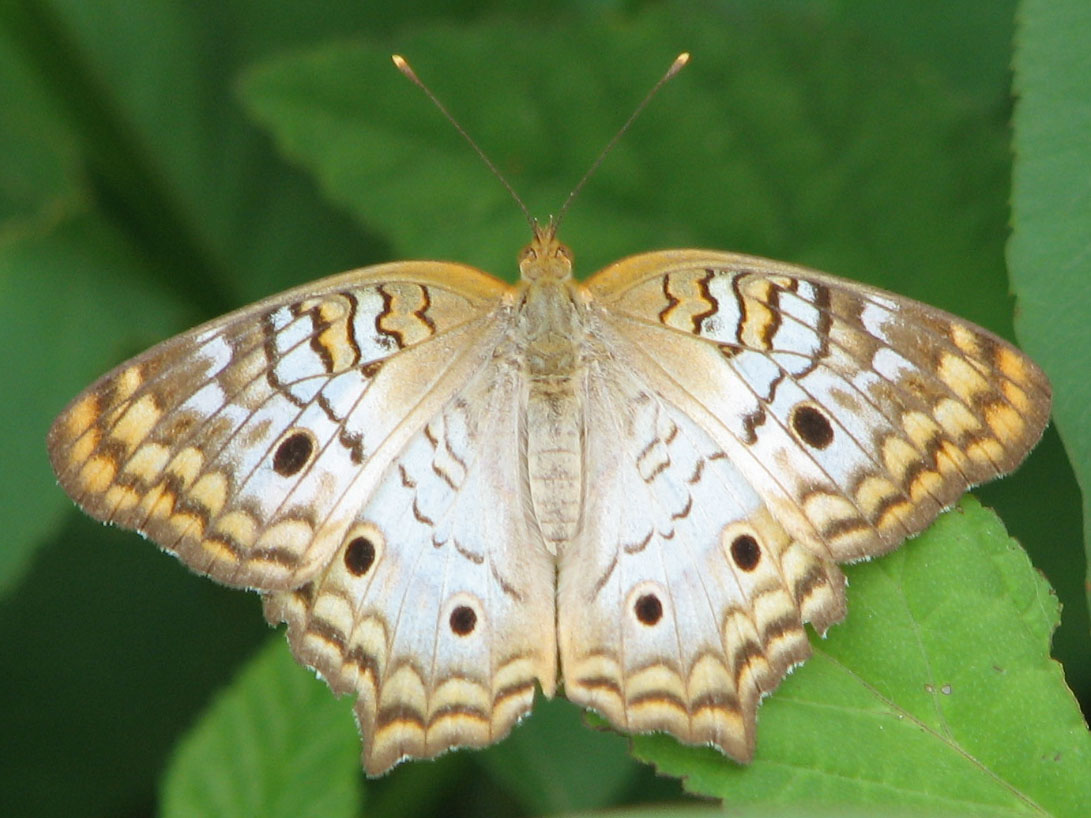
Anartia jatrophae

### ПідродинаCharaxinae
- Memphis dominicana (ендемік Малих Антильських островів)

### ПідродинаCyrestinae
- Marpesia petreus

### ПідродинаDanainae
- Danaus plexippus — монарх

### ПідродинаHeliconiinae
- Agraulis vanillae
- Dione juno
- Dryas iulia
- Heliconius charithonia

### ПідродинаLimenitidinae
- Biblis hyperia
- Historis odius
- Mestra cana (ендемік Малих Антильських островів)

### ПідродинаNymphalinae
- Anartia jatrophae
- Hypolimnas misippus
- Junonia evarete
- Vanessa cardui — сонцевик будяковий

## Косатцеві(Papilionidae)

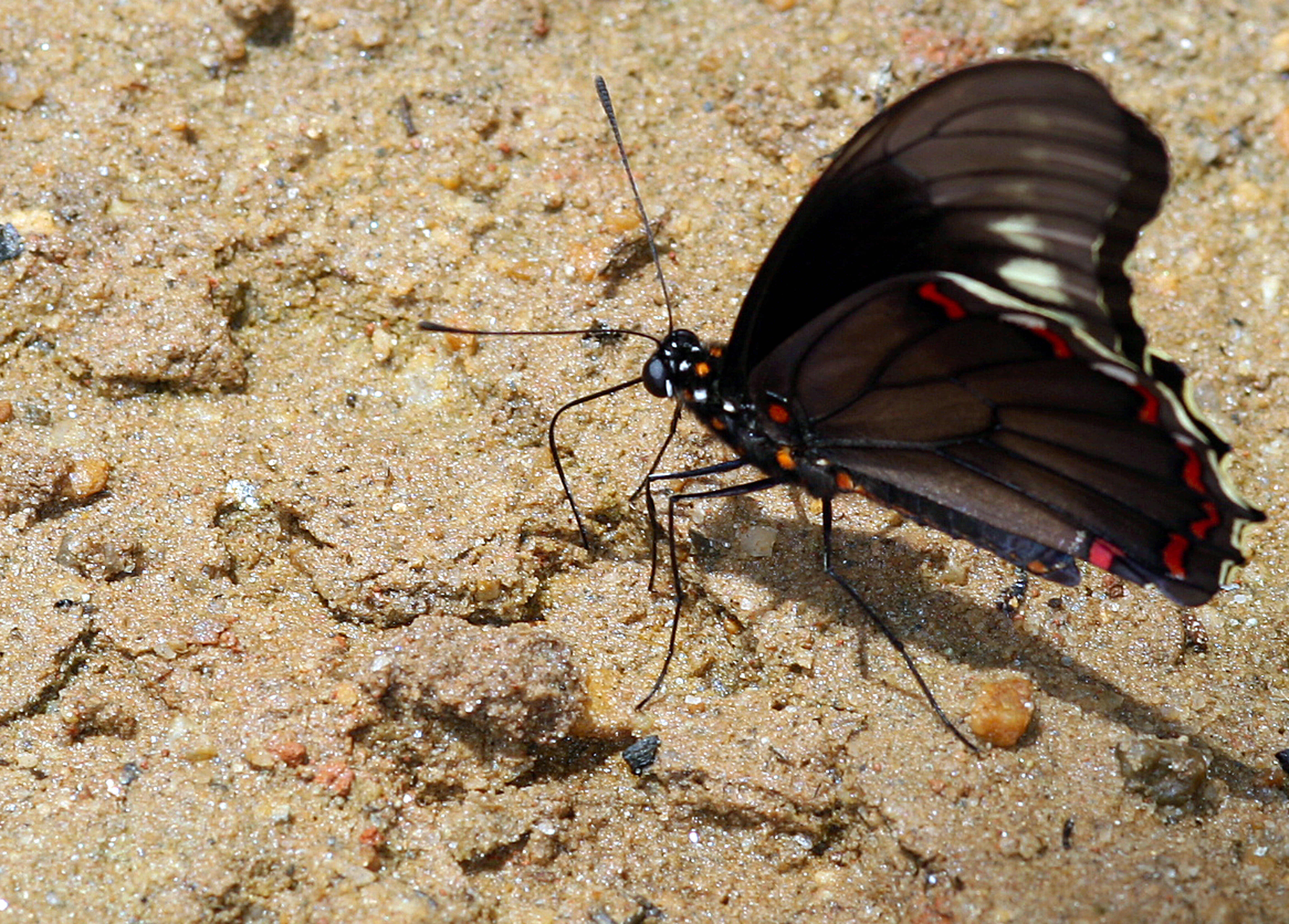
Battus polydamas

### ПідродинаPapilioninae
- Battus polydamas

## Біланові(Pieridae)

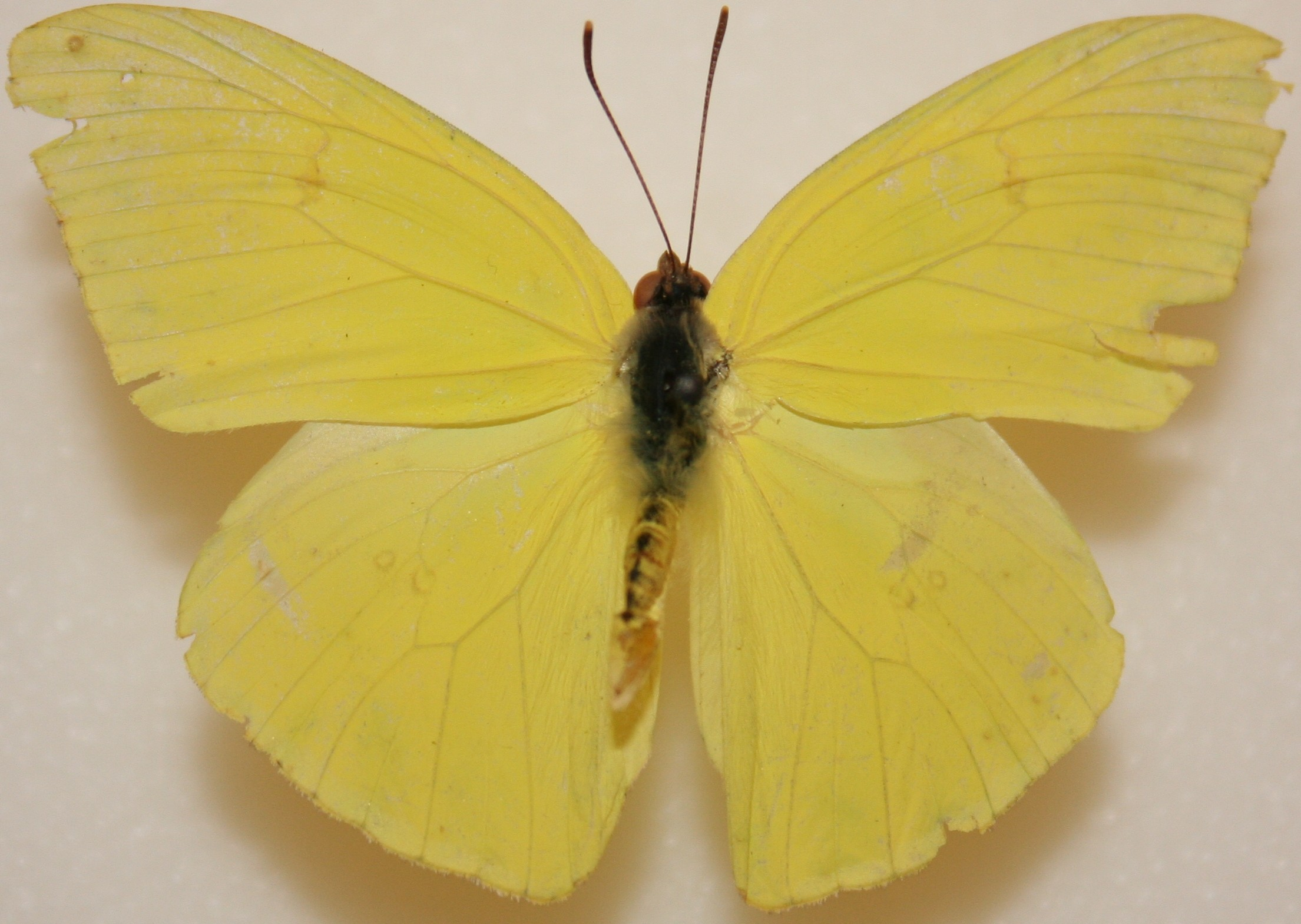
Phoebis sennae

### ПідродинаPierinae
- Aphrissa statira
- Appias drusilla
- Ascia monuste

### ПідродинаColiadinae
- Eurema daira
- Eurema elathea
- Eurema leuce
- Eurema lisa
- Eurema venusta
- Phoebis agarithe
- Phoebis sennae
- Phoebis trite